# همسر یا دردسر
همسر یا دردسر (به کره‌ای: 환상의 커플) (به انگلیسی: Couple or Trouble) نام یک سریال درام-کمدی ساخت کره‌جنوبی است. این مجموعه تلویزیونی از تاریخ ۱۴ اکتبر تا ۳ دسامبر ۲۰۰۶ از شبکه ام‌بی‌سی کره پخش شد.

## بازیگران
- هان یه سئول در نقش چوآنا/نا سانگ شیل
- اوه جی-هو در نقش جانگ چل سو
- کیم سونگ مین در نقش بیلی پارک
- پارک هان-بیول در نقش اوه یو کیونگ
- کیم کوانگ-کیو در نقش آقای گانگ

## خلاصه داستان
چو آنا بر اثر اتفاقی حافظه خود را از دست می‌دهد و توسط جانگ چل سو نجات پیدا می‌کند. چل سو تصمیم می‌گیرد تا برگشتن حافظه سانگ شیل از او مراقبت کند و مابقی داستان که به صورت طنز واری ادامه دارد.

## جوایز
- درام سال 2006 ام بی سی
- جایزه بازیگر برتر ام بی سی سال 2006 به هان یه سئول
- جایزه بهترین زوج هنری ام بی سی سال 2006 به اوه جی هو و هان یه سئول
- جایزه شهرت مردمی ام بی سی سال 2006 به هان یه سئول
- جایزه شهرت مردمی ام بی سی سال 2006 به اوه جی هو
- نامزد بهترین هنرپیشه ام بی سی سال 2006 به اوه جی هو